# I grandi di Livorno
I grandi di Livorno è un libro scritto dal giornalista Gino Bacci, pubblicato nel 2013, in cui viene presentato un elenco approfondito di 428 personaggi illustri di Livorno, nell'arco della sua storia. La rassegna di tali personalità famose è preceduta da una breve storia di Livorno.
| settore                        | numero | personaggi rappresentativi                                                           |
| ------------------------------ | ------ | ------------------------------------------------------------------------------------ |
| Campioni sportivi              | 114    | Nedo Nadi, Armando Picchi, Paolo Bettini, Federico Caprilli, Michele Borghetti       |
| Pittori, scultori              | 60     | Amedeo Modigliani, Giovanni Fattori, Leonetto Cappiello, Gianfranco Ferroni          |
| Patrioti, politici             | 34     | Carlo Azeglio Ciampi, Galeazzo Ciano, Francesco Domenico Guerrazzi                   |
| Registi, attori, doppiatori    | 34     | Doris Duranti, Emilio Cigoli, Paolo Virzì, Luigi Squarzina, Maria Grazia Marescalchi |
| Poeti, scrittori, giornalisti  | 22     | Giorgio Caproni, Guelfo Civinini, Carlo Coccioli                                     |
| Imprenditori                   | 20     | Alberto Bolaffi, Moses Montefiore, Alfredo Bini                                      |
| Filosofi, sociologi, letterati | 15     | Elia Benamozegh, Eugenio Rignano, Giampaolo Fabris                                   |
| Architetti                     | 13     | Virgilio Marchi, Giorgio Calza Bini                                                  |
| Cantanti e cantautori          | 12     | Nada Malanima, Piero Ciampi, Galliano Masini                                         |
| Compositori, librettisti       | 11     | Pietro Mascagni, Ranieri Calzabigi                                                   |
| Medici, biologi, chimici       | 10     | Umberto Colombo, Tullio Terni                                                        |
| Matematici, fisici             | 7      | Federigo Enriques, Mario Ageno                                                       |

Tra i campioni dello sport, 27 sono schermidori, 20 sono calciatori, 11 sono cestisti.